# Plaza Vieja
Plaza Vieja är en ort i Mexiko.   Den ligger i kommunen Tepalcatepec och delstaten Michoacán de Ocampo, i den södra delen av landet, 400 km väster om huvudstaden Mexico City. Plaza Vieja ligger 379 meter över havet och antalet invånare är 400.
Terrängen runt Plaza Vieja är varierad. Runt Plaza Vieja är det ganska glesbefolkat, med 32 invånare per kvadratkilometer. Närmaste större samhälle är Tepalcatepec, 14,7 km norr om Plaza Vieja. Omgivningarna runt Plaza Vieja är en mosaik av jordbruksmark och naturlig växtlighet.